# Angerville-la-Martel

Angerville-la-Martel este o comună în departamentul Seine-Maritime, Franța. În 1 ianuarie 2022 avea o populație de 1.081 de locuitori.